# 제3대 뷰트 백작 존 스튜어트
제3대 뷰트 백작 존 스튜어트(John Stuart, 3rd Earl of Bute, KG, PC, 1713년 5월 25일 ~ 1792년 3월 10일)은 영국의 정치가, 귀족이다. 스코틀랜드 귀족 가문에서 태어나 조지 3세가 웨일스 공 시절에 가정교사를 맡았다. 1760년 조지 3세의 즉위 후 국왕의 후원으로 정치권에서 빠르게 승진하여 1762년 5월 총리에 취임했다. 반 정당 정치인 ‘애국왕’의 이념에 입각하여 로버트 월폴부터 ‘휘그당 과두 지배’를 종식시키고 만년 야당인 토리당에서도 각료를 등용했다. 그의 총리 재임 시절 7년 전쟁의 강화 조약인 파리 조약이 체결되었다. 그러나 국민들에게 워낙 인기가 없었기 때문에, 1763년 4월에 퇴진했다.

## 생애
1713년 5월 25일, 스코틀랜드, 에든버러의 의회 광장에서 태어났다. 아버지는 스코틀랜드의 스튜어트 왕조 창시자 로버트 2세의 서자 존 스튜어드 경(Sir John Stewart, Sheriff of Bute)의 후예인 스코틀랜드 귀족 제2대 뷰트 백작 제임스 스튜어트이고, 어머니는 또한 스코틀랜드 귀족의 제1대 아가일 공작 아치볼드 캠벨의 딸 제거였다.
출생 후 외삼촌인 제2대 아가일 공작 존 캠벨과 제3대 아가일 공작 아치볼드 캠벨의 슬하에서 자랐다. 이튼 칼리지와 네덜란드 라이든 대학교에서 배웠고, 민법과 공법 학위를 받았다. 1723년 1월 28일 아버지의 죽음으로 뷰트 백작과 3개의 작위와 하나의 준남작 작위를 상속했다. 그가 상속한 작위는 모두 스코틀랜드 귀족 작위였으므로, 자동으로 영국 귀족원에 의석을 가진 것은 아니었지만, 1737년부터 1741년까지는 귀족 대표 의원으로 선출되어 의석을 가지게 되었다.
뷰트 백작은 국왕 조지 2세의 외교를 ‘하노버 편중’이라고 비판하고 있었기 때문에 왕의 미움 받고 있었다. 1747년에서 웨일스 공 프레더릭의 레스터 하우스의 식객이 되어 아마추어 연극이나 카드놀이로 인기를 얻었다.
1751년에 웨일스 공 프레더릭는 훙거했지만 왕세자비 아우구스타 폰 작센고타알텐부르크 공녀로부터도 신뢰를 받았으며, 프레더릭의 장남 영국의 왕세손 웨일스 공 조지 윌리엄 프레더릭의 가정교사로 임명되었다.

## 갤러리

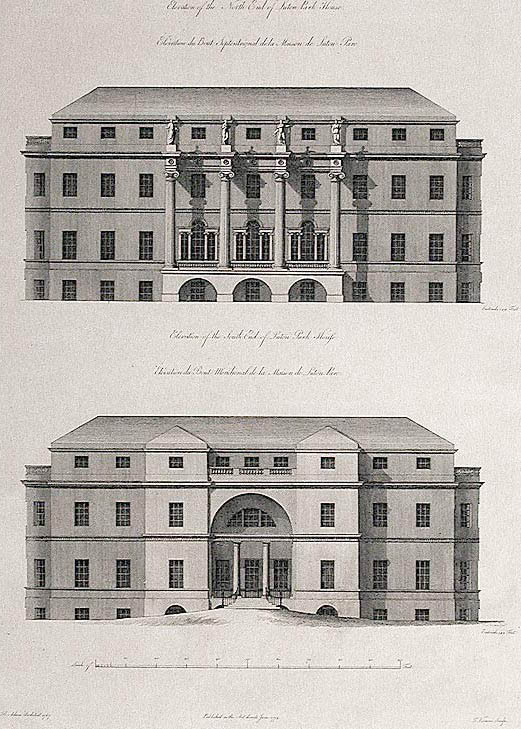
로버트 아담이 설계한 루튼 후의 남북쪽 정면
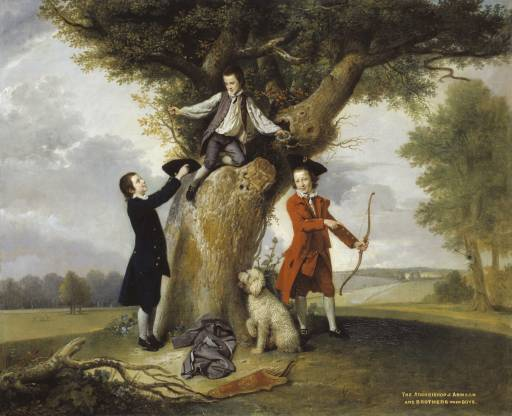
뷰트 백작의 세 아들
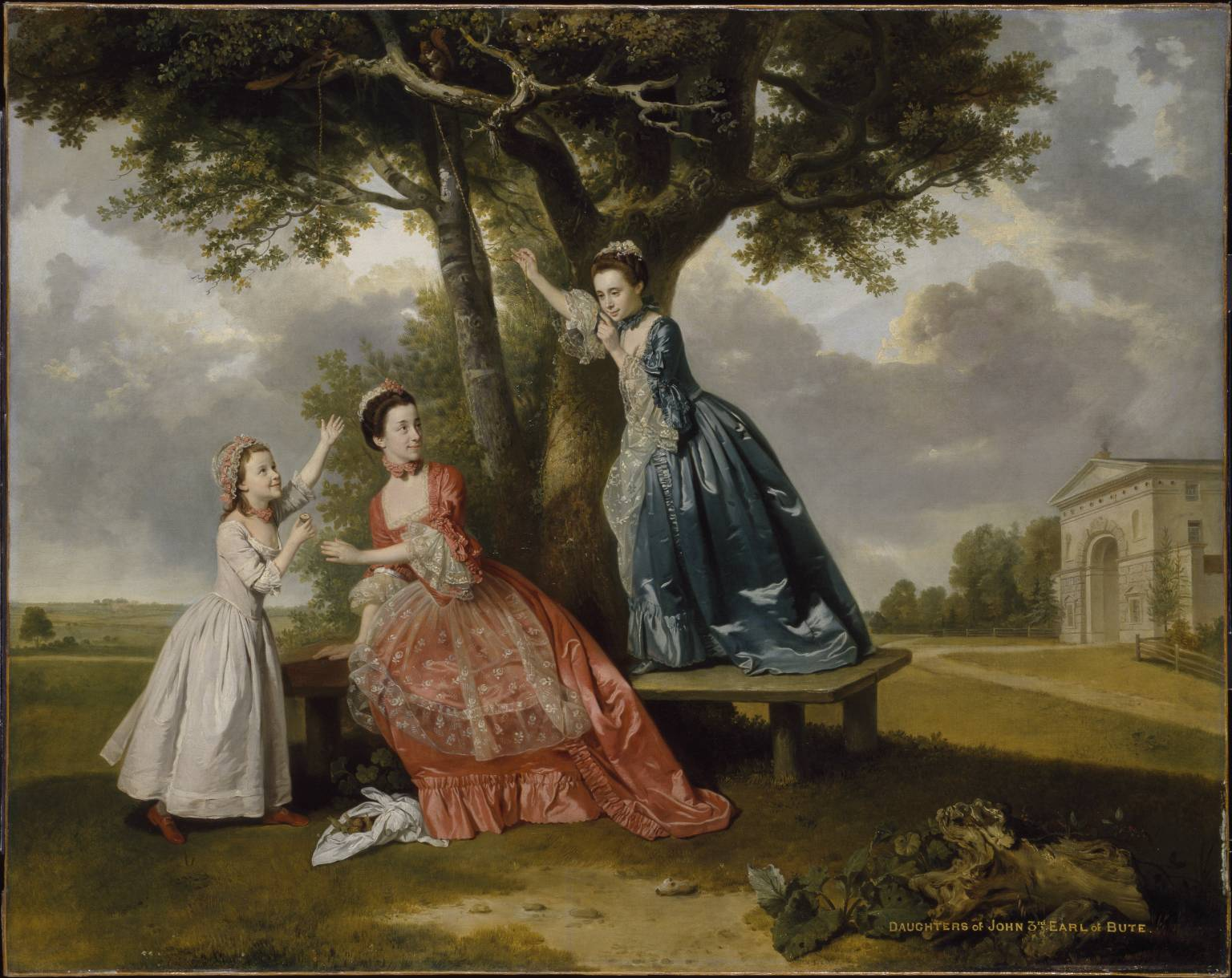
뷰트 백작의 세 딸

## 참고 문헌
- Arnold, F. (1878), 〈John Stuart, third Earl of Bute〉,   Baynes, T.S., 《브리태니커 백과사전》 4 9판, 뉴욕: Charles Scribner's Sons, 581–582쪽
- Chisholm, Hugh, 편집. (1911), 〈Bute, John Stuart, 3rd Earl of〉, 《브리태니커 백과사전》 4 11판, 케임브리지 대학교 출판부, 877–878쪽
- Schweizer, Karl Wolfgang (October 2009) [2004]. 〈Stuart, John, third earl of Bute〉. 《옥스포드 영국 인명 사전》 온라인판. 옥스포드 대학교 출판부. doi:10.1093/ref:odnb/26716. (Subscription 또는 UK 공공도서관 회원 필수.).